# برونو توباراو
برونو توباراو (بالبرتغالية: Bruno Tubarão‏) هو لاعب كرة قدم برازيلي في مركز الوسط، ولد في 28 مارس 1995 في ريو دي جانيرو في البرازيل. لعب مع نادي مادوريرا.

## وصلات خارجية
- برونو توباراو على موقع قاعدة بيانات كرة القدم.إي يو (الإنجليزية)
- برونو توباراو على موقع ليكيب (الفرنسية)
- برونو توباراو على موقع Soccerway.com (الإنجليزية)